# ASC SDW
ASC SDW (Amsterdamse Sportclub Sterk Door Wilskracht) is een amateurvoetbalvereniging uit Amsterdam, Noord-Holland, Nederland.

## Algemeen
De club werd opgericht op 10 mei 1907. De thuiswedstrijden worden op “Sportpark Spieringhorn” gespeeld. Hier beschikt de club over twee kurk-ingestrooide kunstgrasvelden, een grasvoetbalveld en een half grasvoetbalveld. Daarnaast centraal tussen de velden een kantine met er onder twaalf kleedruimtes. Ook een overdekte tribune bij het hoofdveld maakt deel uit van de accommodatie.
Tussen 1920 en 1955 was er een kleine atletiek-afdeling met bekende atleten als Giel Koolemans en Guus Dräger.
Van 1959 tot 2005 was er een handbal-afdeling met dames, heren en jeugd onder de bezielende leiding van o.a. Henny en Wim Lanzaat.
Van 1975 tot 2010 was er ook een zaalvoetbal-afdeling met dames, heren en jeugd met o.a. Jan Krop en Willem Meijer als bestuur en coach.
In het seizoen 2022/23 speelt SDW in de 5e klasse zondag.
In het seizoen 2023-2024 wordt er met 3 mannen-senioren, 38 jongens-junioren, 2 vrouwen-senioren en 13 meisjes junioren teams aan de competitie deelgenomen.

### Historie
2024: Eerste G-voetbal jeugdteam voor jongens en meisjes onderleiding van Mario Pennink, die hiervoor in 2025, bij het behalen van het kampioenschap van Amsterdam en omgeving, de SDW-waarderingspenning krijgt
2023: 50 jaar sportpark Spieringhorn, reunie en opening SDW-museum in de bestuurskamer
2023: Opening hoofdveld kurk-ingestrooid kunstgrasveld
2022: 115 jaar, reunie op sportpark Spieringhorn met veel (oud-)SDWers en onthulling fotogalerij van Heini Otto, André Ooijer, Rob Witschge en Richard Witschge
2019: tijdens de ALV wordt Johan Krop benoemd tot "ere-Voorzitter"
2017: 110-jarig jubileum met Rob Witschge en Richard Witschge. Opening 2e veld als 1e kurk-ingestrooid kunstgrasveld van Amsterdam
2017: Eerste meisjes voetbalteam
2007: 100-jarig jubileum, gevierd op sportpark Spieringhorn met een ere-wedstrijd tegen Ajax Old Boys, uitslag 0-4.
2007: Johan Krop wordt uitgeroepen tot "vrijwilliger van de maand" van Amsterdam
2002: De "Gouden Speld van de KNVB" wordt uitgereikt aan Voorzitter Johan Krop
1998: SDW zaterdag 2 neemt als Nederlands voetbalelftal deel aan de "Gay Games 1998"
1997: 90-jarig jubileum, gevierd op sportpark Spieringhorn met oa clinic voor de jeugd door SDW-internationals Richard Witschge, Heini Otto, André Ooijer en Rob Witschge
1990: 1e team degradeert uit de KNVB 1e klasse, trainer Hennie Lee vertrekt naar VV Aalsmeer
1988: Oefenwedstrijd op 13 maart tussen SDW en het nationale elftal van IJsland op Sportpark Spieringhorn, uitslag 1-2
1986: Oefenwedstrijd tussen SDW en het KNVB-vedetten amateur team onder leiding van scheidsrechter Floris Thoolen op sportpark Spieringhorn, uitslag 1-0
1986: Opening overdekte tribune bij het hoofdveld
1982: 75-jarig jubileum, gevierd in De Meervaart in Amsterdam-Nieuw West
1982: Ere-wedstrijd tegen Lucky Ajax op sportpark Spieringhorn, uitslag 1-2
1979: Oefenwedstrijd tegen het Nederlands Elftal op het KNVB sport centrum te Zeist, uitslag 3-1
1979: Oefenwedstrijd op 31 mei tussen SDW en het Chinese nationale elftal op Sportpark Spieringhorn, uitslag 0-1
1975: Amsterdam 700 jaar met bezoek aan koningin Juliana op Soestdijk door Amsterdamse sport kinderen en het SDW meisjes pupillen handbalteam met handbalvoorzitter Leen Blom, -secretaris Thea Laan en de coaches Marijke Both en Els Cornelisse
1974: Opening Koninkrijkspelen met Prins Claus op sportpark Spieringhorn
1974: 2e plaats in KNVB 1e Klasse A promotie naar Hoofdklasse A
1973: Verhuizing naar sportpark Spieringhorn en opening clubhuis door de Amsterdamse wethouder Harry Verheij
1971: Kampioenschap van KNVB 1e klasse A, 2e plaats amateurvoetbal achter VV Caesar na halve competitie tegen VV Drachten (Noord) thuis 0-0 , RVC Rijswijk (West2) uit 2-1 , ZVV Be Quick (Oost)) thuis 0-0 , VV Caesar (Zuid1) uit 1-3 , VV DESK ((Zuid2) uit 1-2. Receptie en speeches van Joop Wagenaar(Voorzitter SDW), Co Zijp (secretaris AVB), mevrouw Storm ( Namens Amsterdamse wethouder sport Harry Verheij) etc.
1968: Verbouwing clubhuis, 2e verdieping met kantine
1967: 60-jarig jubileum in Krasnapolski
1967: Kampioenschap KNVB 2e klasse B
1961: Kampioenschap KNVB 3e klasse A
1959: handbalclub Kruisster gaat op in SDW
1957: tijdens de ALV wordt Giel Koolemans benoemd tot "ere-Voorzitter"
1957: 50-jarig jubileum in Marcanti
1954: Start op eigen sportpark Multatuliweg in aanwezigheid burgemeester Arnold Jan d'Ailly
1947: opening sport velden SDW aan de van Hogendorpstraat
1947: 40-jarig jubileum in Bentinckstraat 24 met de hele Staatsliedenbuurt
1946: Kampioenschap KNVB 3e klasse D en promotie naar 2e klasse
1941: Kampioenschap NVB 4e klasse B en promotie naar 3e klasse
1932: 25-jarig jubileum in De Harmonie
1924: Kampioenschap NVB 3e klasse C
1921: Kampioenschap AVB en promotie naar de 3e klasse NVB
1912: clubkleuren worden Groen-Rood, omdat De Germaan zich afscheidt en de blauw-wit gestreepte shirts meeneemt
1907: 10 mei wordt Sterk Door Wilskracht opgericht in de Staatsliedenbuurt

### Kampioenschappen en degradaties eerste elftal
1920-1921: Kampioenschap AVB en promotie naar NVB 3e klasse C
1923-1924: Kampioenschap NVB 3e klasse C
1932-1933: Degradatie naar de 4e klasse
1940-1941: Kampioenschap NVB 4e klasse B (trainer Wim Hangard)
1945-1946: Kampioenschap KNVB 3e klasse
1948-1949: Degradatie naar de 3e klasse
1960-1961: Kampioenschap KNVB 3e klasse A (trainer Bob Bulder)
1966-1967: Kampioenschap KNVB 2e klasse B (trainer Jan Maarleveld)
1970-1971: Kampioenschap KNVB 1e klasse A (trainer Frans Kramer), landelijk 2e achter VV Caesar
1973-1974: na beslissingswedstrijd (uitslag 0-1) 2e achter USV Elinkwijk, en promotie naar de KNVB Hoofdklasse
1975-1976: Degradatie uit de Hoofdklasse
1989-1992: Degradatie in 3 jaar van 1e klasse naar 4e klasse
1997-1998: Kampioenschap KNVB 4e klasse E (trainer Peter Weppner)
1998-1999: Kampioenschap SDW zaterdag 1 KNVB 5e klasse (trainer Co Suijkerbuijk)
1999-2000: Degradatie naar de 4e klasse
2002-2003: Degradatie naar de 5e klasse
2011-2012: Kampioenschap KNVB 5e klasse B zaterdag 1

## Standaardelftal

### Zondag
In het seizoen 2022/23 komt SDW weer met een standaardelftal uit in het zondagvoetbal. Deze komt uit in de Vijfde klasse
Van het seizoen 1967/68 tot en met het seizoen 1975/76 kwam het negen seizoenen uit op het hoogste amateurniveau, respectievelijk in de Eerste klasse en Hoofdklasse (laatste twee seizoenen).

#### Competitieresultaat 1915-2018
| 4 3G |

| 3 3G |

|  |

|  |

|  |

| 2 3B |

| 2 3A |

| 1 3C |

| 6 3B |

| 7 3C |

| 2 3C |

| 2 3A |

| 6 3A |

| 10 3C |

| 9 3B |

| 9 3B |

| 10 3B |

| 7 4C |

| 2 4E |

| 2 4C |

| 2 4D |

| 2 4C |

| 6 4G |

| 2 4? |

| 1 4B |

| 4 3D |

| 6 3D |

| 5 3D |

|  |

| 1 3D |

| 9 2B |

| 10 2A |

| 11 2B |

| 5 3A |

| 11 3C |

| 11 3B |

| 9 3A |

| 8 3C |

| 12 3C |

| 10 3C |

| 8 3C |

| 7 3C |

| 6 3C |

| 5 3C |

| 1 3B |

| 3 2A |

| 8 2A |

| 5 2A |

| 4 2A |

| 9 2B |

| 1 2B |

| 2 1A |

| 3 1A |

| 3 1A |

| 1 1A |

| 2 1A |

| 2 1A |

| 2 1A |

| 6 A |

| 13 A |

| 7 1A |

| 10 1A |

| 8 1A |

| 2 1A |

| 10 1A |

| 4 1A |

| 6 1A |

| 2 1A |

| 3 1A |

| 5 1A |

| 9 1A |

| 4 1A |

| 8 1A |

| 12 1A |

| 11 2B |

| 12 3C |

| 10 4D |

| 6 4E |

| 10 4E |

| 4 4E |

| 8 4E |

| 1 4E |

| 5 3C |

| 12 3C |

| 6 4C |

| 6 4E |

| 12 4E |

| 3 5D |

| 8 5E |

| 5 5D |

| 12 4E |

| 8 5D |

| 7 5F |

| 10 5E |

|  |

| 8 6B |

|  |

|  |

|  |

| 13 5B |

1974: de beslissingswedstrijd om het klassekampioenschap in 1A werd op 17 april bij SV Huizen met 0-1 verloren van USV Elinkwijk
| Hoofdklasse | Eerste klasse | Tweede klasse | Derde klasse | Vierde klasse | Vijfde klasse | Zesde klasse |

In elke staaf van de grafiek staat van boven naar beneden vermeld: 
- Eindnotering

Dit is de positie die de club heeft bereikt in de competitie, zonder eventuele beslissings-, play-off- of nacompetitiewedstrijden die nodig zijn geweest om bijvoorbeeld de kampioen van de competitie te bepalen.
Indien een * achter het getal staat is de notering een tussenstand en kan het zijn dat de notering niet overeenkomt met de uiteindelijke eindstand van de competitie.
Staat er een - dan is het seizoen nog bezig en is er geen definitieve uitslag bekend.
Staat er xx op de positie van de notering, dan heeft de club vroegtijdig de competitie verlaten. Dit kan onder andere komen door terugtrekking van het team, faillissement van de club of door een uitgedeelde straf van de KNVB. In veel gevallen staat elders in het artikel de reden vermeld.
Staat er een ? dan is het resultaat uit het verleden onbekend, en is alleen de competitie of het niveau bekend van dat seizoen.
In de seizoenen 2019/20 en 2020/21 werd wegens de coronacrisis het amateurvoetbal afgebroken. Daardoor kennen deze staven geen eindklassering (middels -- weergegeven).
- Competitieniveau en afdelingsletter of Officiële eindstand Eredivisie
  - Competitieniveau en afdelingsletter

Hierbij geeft het getal het niveau weer, dat ook terug te vinden is in de legenda. De letter is de afdelingsaanduiding en wordt gebruikt wanneer er meer afdelingen zijn op hetzelfde niveau. De afdelingsletter is altijd een hoofdletter en wordt meestal zonder nummer gebruikt.
Voorbeeld: 2F is niveau 2e klasse competitie F.
Het competitieniveau en nummer wordt niet vermeld wanneer er slechts één competitie van dit niveau was.
  - Officiële eindstand Eredivisie (getal staat tussen haakjes vermeld)

Sinds de introductie van play-offwedstrijden voor Europees voetbal na afloop van de reguliere competitie in 2005/06, is de KNVB verplicht een eindstand van de Eredivisie door te geven aan de UEFA aan de hand van deze play-offwedstrijden.
Bij deze eindstand staan clubs die zich hebben gekwalificeerd voor Europees voetbal hoger dan clubs die zich niet wisten te kwalificeren. Indien er geen verschil was tussen de eindnotering en de officiële eindstand, staat dit getal niet vermeld.

- Onderafdeling

Hier staat afgekort de naam van de onderafdeling indien de club in dat jaar in een onderafdeling uitkwam. Tevens staat deze afkorting in de legenda en wordt gelinkt naar het artikel over deze onderafdeling. Deze afkorting wordt alleen vermeld wanneer de club in het verleden in verschillende onderafdelingen heeft gespeeld. Deze vermelding is in de staaf altijd in kleine letters. Deze onderafdelingen zijn na het seizoen 1995/96 afgeschaft. Heeft de club in slechts één onderafdeling gespeeld, dan is dit alleen terug te vinden in de legenda.
Onder de staaf staat het jaartal vermeld waarin het seizoen is afgesloten. 15 verwijst naar het seizoen 2014/15 of eventueel het seizoen 1914/15.
Wanneer een staaf leeg is, zijn deze gegevens niet bekend. Het kan ook zijn dat de club dat seizoen niet heeft meegespeeld op het hogere amateurniveau, vroegtijdig de competitie heeft verlaten of uit de competitie is gezet.

In het seizoen 1944/45 was er wegens de Tweede Wereldoorlog geen regulier competitievoetbal.

## SDW-ers in betaald voetbal of nationaal team
- Chris Ackerman
- Co Bekendam FC Amsterdam
- Rob van den Berg HFC Haarlem
- Dave van den Bergh
- Louis Beukman scheidsrechter betaald voetbal
- Fred Bischot Kampioenschap 1966-1967 en 1970-1971
- Jaap Bloem
- Michel Boerebach
- Karel Bonsink
- Ger Braam, BVC Amsterdam, DWS
- Rob Collewijn
- Guus Dräger
- Gino Felixdaal
- Jeffrey Foree 37 voudig zaalvoetbal international (1985-1990)
- Jim Grigoleit
- Jerry Haatrecht
- Andre Hasert FC Amsterdam
- Nico Jansen
- Jerry de Jong
- Marcel Joost honkbal international
- Joop Keller
- Giel Koolemans, 1 van de eerste profs, in 1955 bij SV Zeist, later BVC Amsterdam en AFC Ajax
- Herman Koot, BVC Amsterdam, DWS
- Joop Korndörffer
- Jerry Kranthove HFC Haarlem
- Michel Kuipers (voetballer)
- Henny Lanzaat handbal international
- Quido Lanzaat
- Wim Lobbes Kampioenschap 1966-1967 en 1970-1971
- Eddy Maatman AZ '67
- Erik Markus FC Amsterdam
- Freek Moinat Ajax
- Diana Mouton handbal international
- Arie de Munnik scheidsrechter betaald voetbal
- Marcel Oerlemans
- Co Otto, FC Amsterdam
- Heini Otto
- Kobus Otto Kampioenschap 1960-1961
- André Ooijer
- Rob Overkleeft scheidsrechter betaald voetbal
- Cor Peil betaalde Jeugd Ajax en betaaldvoetbal De Volewijckers kampioenschap 2e Divisie 1970-1971
- Danny Peil HFC Haarlem
- Quinten Post NBA-speler Golden State Warriors
- Piet Pranger, FC Amsterdam
- Bart Severijnse
- Bep Thomas Kampioenschap 1966-1967 en 1970-1971, scheidsrechter betaald voetbal
- Joop Wagenaar Kampioenschap 1960-1961 en algemeen secretaris amateurvoetbal KNVB
- Piet Witschge Kampioenschap 1960-1961 en betaaldvoetbal Blauw-Wit
- Richard Witschge
- Rob Witschge
- Peter Zwering Blauw-Wit ,FC Amsterdam

## Ereleden
- Willem van Bavel
- Joop Benistant
- Age Bol
- C.J. Floor sr
- Robbert van Gom
- C.W. van Immerzeel
- Giel Koolemans, ook erevoorzitter
- Johan Krop jr, ook erevoorzitter
- Thea Laan
- Karel van Nassauw
- Henk van Oostveen
- Kobus Otto
- Wim Rooseboom
- Henk Schallig
- Chris Schut sr
- Jan Volkers
- Jan Voorn
- Piet de Vos
- Wouter Versteeg

## Leden van verdiensten
- L. Baardscheer
- Gerrit den Bak
- Ans Benner
- Ben Benner
- Evert Bitter
- Piet Bonnet
- Mw. N.M. Bredemeijer-Klaasen
- Mw. Wil Bremer
- J.W. Brugman
- A. Burger
- J.L. Bruyn
- Joop Coesel
- H.J. van Dijk
- C.H. Floor
- Joop Floor
- W.F. Floor
- Chris "Kikkie" Forsman
- M.N. Forsman
- Frans Galjaart
- Hennie Geel
- Karin Gompelman
- F. Groenewoud
- Jaap de Haas
- Willem de Harder
- Jan Helgering
- P. Hylkema
- F.J. van Immerzeel
- Wim Kauwen
- Jan van der Kolff
- Jan Kool
- Ans Kraakman-van Nieuwenhuizen
- Wim Krook
- Jan Krop sr
- R.J. Kuiken
- Bart Laarman
- Barry Laarman
- Henk Lanson
- Willem Lanzaat
- Wim Lobbes jr
- Wim Lobbes sr
- Jan Maarleveld
- L. Mande
- Henk Mewe
- Henk Ooijer
- Peter Otto
- Cor Peil
- Ton Pennink
- Hein Plekenpol
- B. Rustenburg
- Jan Schotte
- Atie Schut
- Chris Schut jr
- Arie Sellemans
- Theo Siemons
- Gerrie Singer
- Mary Singer-van Schie
- A. Sporrel
- Gunther Stomp
- Joke Stomp-Verwey
- Co Suykerbuyk
- Herman Thiry
- J. Ubachs
- Ton Verlaan
- Suze Volkers
- H.A. Vos
- Joop Wagenaar
- Piet Weenink
- Piet Witschge
- Ko Witteveen
- Piet Zurburg

## Bekende Nederlanders bij SDW
- André Hazes
- Ruud Hendriks
- Wim de Lange, eigenaar van cafe Scheltema van 1967 tot 2017, medisch verzorger OS 2000 Sydney, praatpaal bij AFC Ajax 1981-1982
- Maarten Spanjer
- Sergio Vyent

## Trainers
1939–1947: Wim Hangard
1947-1949: Jan Tramper
1955-1956: Chris Ackerman
1956-1958: Ko Stijger
1958-1963: Bob Bulder
1964-1970: Jan Maarleveld
1970-1971: Frans Kramer
1971-1973: Frans van der Klugt
1973-1975: Cees Duindam
1975-1976: Karel Krom , later interim overgenomen door Bep Thomas
1976–1978: Henk Snoeks
1978-1984: Wim Lobbes
1984-1985: Frans Kramer
1985-1986: Ton Ras
1986-1988: Bram Landzaat
1988-1990: Hennie Lee
1990-1991: Gerard Staats
1991-1992: Peter Verwey
1992-1997: Wim Lobbes
1994-1996: Piet Witschge
1996-1997: Rob Kramer en Peter Weppner
1997-1999: Peter Weppner
1999-2000: John Pel, later interim overgenomen door Martin Kalkhuis
2000-2001: Rob Witschge en Leo Felixdaal
2001-2004: Martin Kalkhuis
2004-2006: Peter Weppner
2006-2007: Gijs Zwart
2007-2008: Martin Vincken
2008-2010: Marcel Steffens
2021-2023: Dave Seegers